# Aššur-uballiṭ II.
Aššur-uballiṭ II. war der letzte König des Assyrischen Reichs von 611 v. Chr. bis zu dessen vollständiger Vernichtung bis 608 v. Chr.
Aššur-uballiṭ II. folgte auf König Sîn-šarru-iškun. Als am 28. Juli 612 v. Chr. eine Koalition der Babylonier unter ihrem heute auch als Nabopolassar bekannten König Nabû-apla-uṣur, der Meder unter König Kyaxares II. und der Skythen seine Hauptstadt Ninive einnahm, starb Sîn-šarru-iškun in den Flammen seines Palastes. Seinem Turtānu, so der neuassyrische Titel für den obersten Feldherrn, gelang es, sich mit einem Teil der Besatzung nach Harran abzusetzen, wo er sich unter dem Namen Aššur-uballiṭ II. im Herbst zum König ausrufen ließ. Dabei ist umstritten, ob er ein Mitglied der Herrscherfamilie war. Einige Historiker sind der Ansicht, er sei der Bruder seines Vorgängers gewesen.
Es ist sicher kein Zufall, dass er nach der Katastrophe von 612 v. Chr. den Namen Aššur-uballiṭ II. annahm. War es doch einst Aššur-uballiṭ I. gewesen, der Assyrien vom Joch des Mittani-Reiches befreite. Im Frühjahr 611 v. Chr. begann sein erstes offizielles Regierungsjahr. Es war aber auch das Jahr weiterer Angriffe babylonischer und skythischer Streifscharen, die auf der Suche nach Beute waren.
Im Jahr 610 v. Chr. marschierte die gesamte medisch-babylonische Streitmacht vor Harran auf. In dieser eigentlich schon aussichtslos scheinenden Lage erhielt Aššur-uballiṭ II. Unterstützung durch ägyptische Truppen. Er hatte bereits bei Pharao Psammetich I. um Hilfe gebeten, der darauf reagierte, aber noch während seiner Vorbereitungen auf einen Feldzug unerwartet verstarb. Trotz der Sonnenfinsternis vom 30. September 610 v. Chr. nur einen Monat später, zu Beginn des Amun-Re-Festes, welche einhellig als schlechtes Vorzeichen gedeutet wurde, muss sich sein Sohn Necho II. in großer Eile mit einem Teil sofort marschbereiter Truppen auf den Weg gemacht haben. Psammetich I. war sicherlich kein großer Freund der Assyrer, hatte er sich doch selbst erst 653 v. Chr. aus deren Vorherrschaft befreit. Angesichts der Bedrohung durch die immer stärker werdende neue Macht aus Babylonien, war Ägypten aber sehr daran interessiert, den verbliebenen Rest des assyrischen Reichs als Gegengewicht oder zumindest Pufferstaat zu erhalten.
Die Stadt Harran war jedoch nicht mehr zu halten. Aššur-uballiṭ II und Pharao Necho II. zogen sich auf die Westseite des Euphrat zurück. Das aufgegebene Harran wurde durch eine babylonische Garnison besetzt und von den siegreichen Koalitionsstreitkräften geplündert. Im Anschluss rückten deren Heere aber wieder ab. Die Kampfpause nutzte Necho II., um eine wesentlich größere ägyptische Streitmacht aufzustellen und nach Norden zu führen. Joschija, der König von Juda, versuchte erfolglos das ägyptische Heer bei Megiddo am Durchmarsch zu hindern. Dass der Pharao sein Heer nach einem Sieg gegen Babylonien nicht wieder nach Hause führen würde, ohne sich die ehemaligen assyrischen Vasallen in Syrien und Palästina zu unterwerfen, lag auf der Hand. Aber wie auch die Bibel im 2. Buch der Könige berichtet, scheiterte Joschija und kam bei seinem Versuch ums Leben. Als sich das Heer der Ägypter im Sommer wieder mit den Assyrern vereinigt hatte, setzte es über den Euphrat und begann Harran zu belagern. Es gelang aber in mehreren Angriffen lediglich die Garnison einzunehmen, nicht die eigentliche Stadt.
Nabû-apla-uṣur kehrte mit seinem Heer nach einem Feldzug durch die benachbarten Regionen Izalla und Urartu wieder nach Harran zurück und danach wird Aššur-uballiṭ II in der babylonischen Chronik nicht mehr erwähnt. Ob er vernichtend geschlagen wurde, ob er fliehen konnte, oder zu seinem sonstigen Verbleib ist nichts weiter bekannt, jedenfalls gab es fortan kein Assyrien mehr. Necho II. zog nach Ägypten zurück. Die anschließende Rache der so lange vom Assyrischen Reich unterdrückten Völker stand der Grausamkeit dessen ehemaliger Herrscher in nichts nach. Keine Stadt in Assyrien blieb unzerstört, ihre Bewohner wurden in furchtbaren Gemetzeln ausgerottet, so dass sich der Landstrich für Jahrhunderte in eine Wüste verwandelte.